# Stoil Voivoda, Sliven
Stoil Voivoda (în bulgară Стоил Войвода) este un sat în comuna Nova Zagora, regiunea Sliven,  Bulgaria. 

## Demografie
Componența etnică a satului Stoil Voivoda
     Bulgari (42,81%)
     Romi (20,72%)
     Nicio identificare (36,45%)
     Altele (0,6%)
La recensământul din 2011, populația satului Stoil Voivoda era de 661 locuitori. Nu există o etnie majoritară, locuitorii fiind bulgari (42,81%) și romi (20,72%). Pentru 36,45% din locuitori nu este cunoscută apartenența etnică.